# Perasia montana
Perasia montana är en fjärilsart som beskrevs av William Schaus 1911. Perasia montana ingår i släktet Perasia och familjen nattflyn. Inga underarter finns listade i Catalogue of Life.